# Lotario

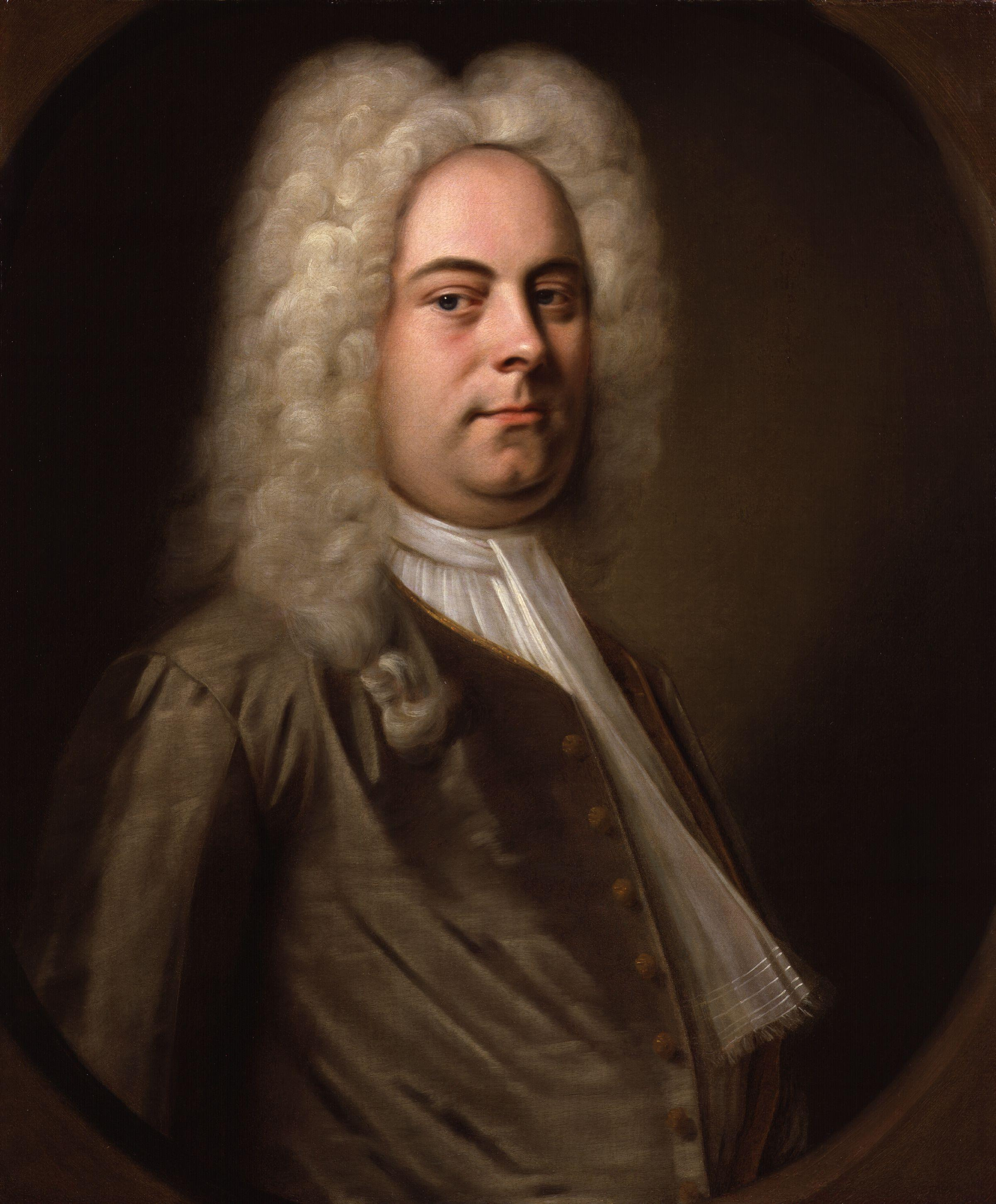
Georg Friedrich Händel

Lotario (HWV 26) är en opera seria i tre akter med musik av Georg Friedrich Händel och libretto av Giacomo Rossi, omarbetat efter Antonio Salvis libretto Adelaide tonsatt av Pietro Torri (1722). Texten är en fri omarbetning av några händelser i den tysk-romerska kejsarinnan Adelheid av Burgunds liv.

## Historia
Librettot handlar om italiensk historia i generationen före den som har huvudrollen i Ottone, och händelserna i Lotario ger delvis den historiska bakgrunden till den tidigare operan. Förvirrande nog uppträder Berengarios hustru här under namnet Matilde, medan hon i Ottone bar namnet Gismonda. Ytterligare en underlighet är att titelrollen Lotario är baserad på den historiske Otto I (Ottone). Operan hade premiär den 2 december 1729 på The Queen's Theatre, Haymarket, London (senare The King's Theatre) och spelades 10 gånger. Händel satte aldrig mer upp Lotario och använde delar av musiken till diverse andra senare verk.

## Personer
- Adelaide, drottning (sopran)

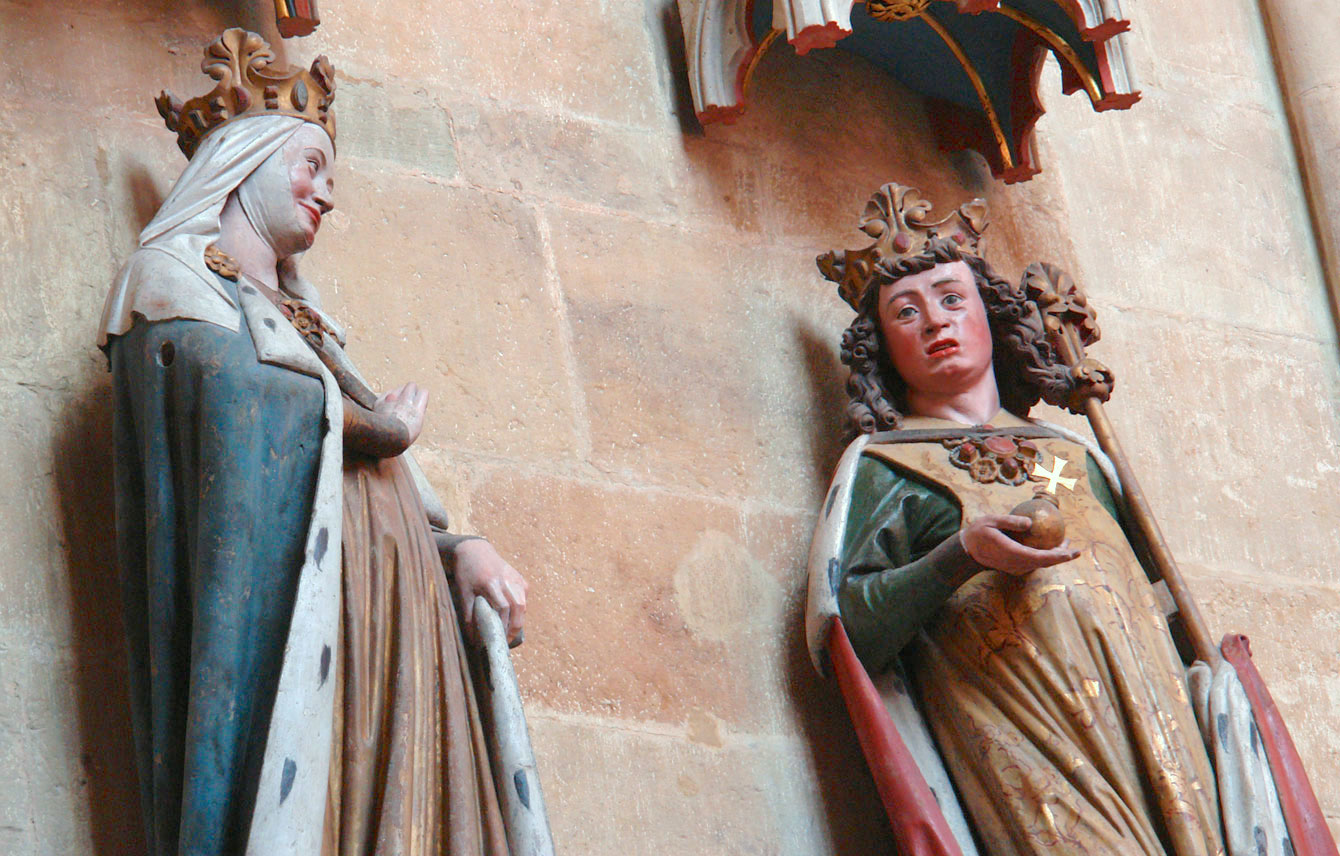
Statyer av Adelheide och hennes andre make Lotario i katedralen i Meissen.

- Lotario, kung av Tyskland (altkastrat)
- Berengario, hertig av Spoleto (tenor)
- Matilde, Berengarios hustru (kontraalt)
- Idelberto, Berengarios son (kontraalt)
- Clodomiro, Berengarios general (bas)

## Handling
Kungadömet Italien har delats. Tronkrävaren Berengario härskar över ena delen från Milano och änkan Adelaide över den andra från Pavia. Påhejad av sin kraftfulla hustru Matilde gör Berengario anspråk på Adelaides hälft och belägrar Pavia. Men hans son Idelberto är förälskad i Adelaide. Kung Lotario närmar sig Pavia med en stor här men Berengario intar staden först. Adelaide accepterar Lotarios önskan om giftermål. Men efter att ha avvisat Idelberto fängslas hon av Berengario där hon är utlämnad till Matildes nåd. Lotario anfaller och besegrar Berengarios trupper. Berengario tas till fånga. Matilde försöker att döda Adelaide men efter att Idelberto har hindrat henne bestämmer hon sig för att hålla Adelaide som gisslan. Lotario lyckas inta staden och både Berengario och Matilde ber om nåd. På grund av Idelbertos välvilja mot Adelaide benådas föräldrarna. Idelberto belönas med att få överta faderns tron.